# 池田直樹 (実業家)
池田 直樹（いけだ なおき、1957年〈昭和32年〉4月4日 - ）は、日本の経営者。十六フィナンシャルグループ代表取締役社長。十六銀行取締役。

## 人物
岐阜県生まれ。岐阜県立岐山高等学校、滋賀大学経済学部卒業。
1980年、十六銀行に入行。取締役名古屋支店長、代表取締役副頭取を経て、2021年10月に十六フィナンシャルグループ代表取締役社長就任。

## 略歴
- 1980年3月 - 滋賀大学経済学部卒業
- 1980年4月 - 十六銀行入行
- 2005年4月  - 高山支店長
- 2008年6月  - 取締役名古屋支店長
- 2012年4月  - 取締役名古屋営業部長
- 2013年6月  - 常務取締役事務部長
- 2013年9月 - 常務取締役
- 2014年6月 - 代表取締役副頭取
- 2021年10月 - 十六フィナンシャルグループ代表取締役社長

| スタブアイコン | サブスタブ | この項目は、まだ閲覧者の調べものの参照としては役立たない、人物に関連した書きかけの項目です。この項目を加筆・訂正などしてくださる協力者を求めています（P:人物伝/PJ:人物伝）。 |